# Língua xélia

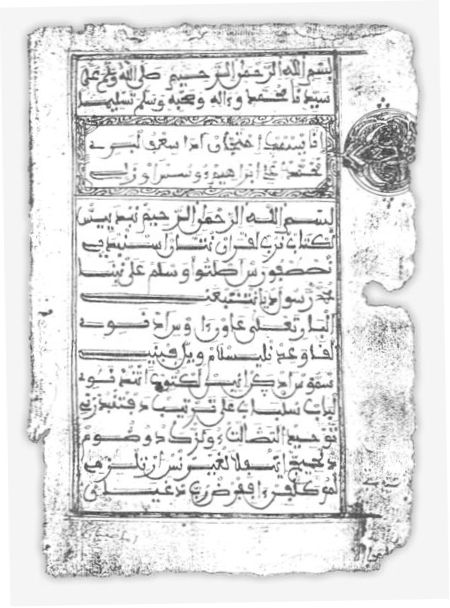
Primeira página da obra al Hawd, de, um autor tachelhit do século XVIII

O tachelhit ou, em português, xélia (em tachelhit: taclḥiyt, tasusit ou tamaziɣt), tachelhiyt, tasusit, shilha (AFI: /ˈʃɪlhə/), chelha, chleuh ou amazirt n Suss (berbere do Suz) é um idioma do sul de Marrocos, falada pelos chleuhs (ou ichelhin). É a língua berbere mais importante de Marrocos em número de falantes e em área.
É falado numa área que vai desde as encostas meridionais do Alto Atlas (eixo Demnat-Uarzazate), a norte, até aos limites sul do Antiatlas, e desde a costa atlântica, a oeste, até ao Vale do Drá, a leste. O núcleo geográfico central do tachelhit corresponde aproximadamente à região histórica do Suz.
O tachelhit é chamado tasusit pelos falantes de amazigue do sudeste marroquino, para o distinguirem da sua própria língua, a que eles também chamam tachelhit, mas a intercompreensão entre os dois idiomas não é completo.
O idioma é conhecido pela riqueza da sua literatura oral. A literatura escrita, usando  alfabeto árabe berbere, surge a partir da segunda metade do século XVI. Mohamed Awzal (1680–1749) é o poeta mais prolífico da tradição literária tachelhit.

## Geografia e demografia

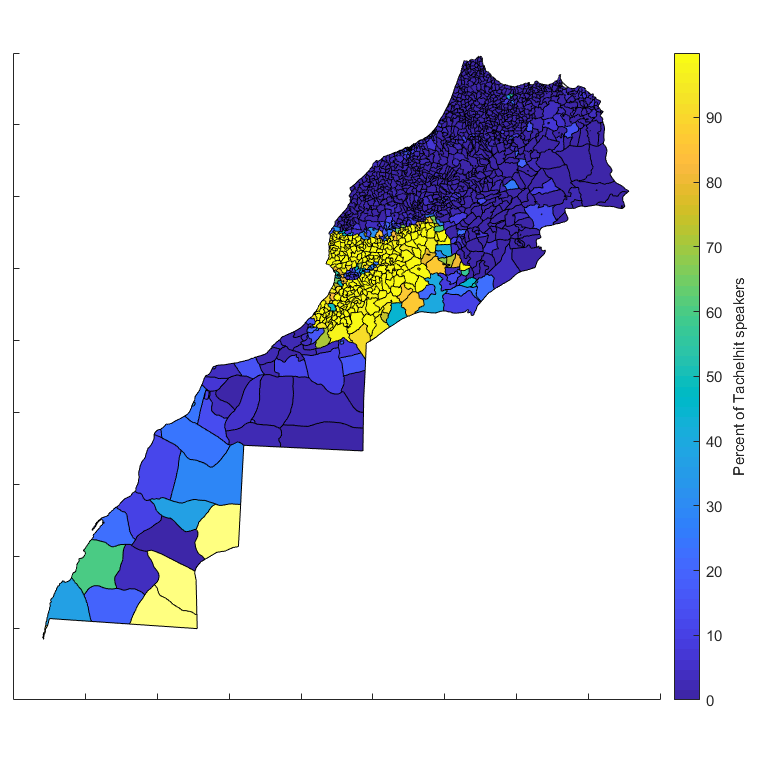
Porcentagem de falantes de Tachelhit no Marrocos.

O Suz (Souss), a região do sudoeste de Marrocos correspondente à divisão administrativa de Souss-Massa-Drâa, é a zona central do tachelhit. Os seus habitantes são os Aït Souss (Ist Souss no feminino), Ousous no singular (Oultsous no feminino). A capital da região, Agadir, é a cidade com mais falantes de tachelhit.
Não há estatísticas fiáveis sobre o número de falantes de tachelhit. Os dados recolhidos sobre o assunto no censo de 1994 não foram publicados. As estimativas consideradas mais fiáveis, como as de Harry Stroomer, diretor do Departamento de Estudos Berberes da Universidade de Leida, apontam para 8 a 9 milhões de falantes de tachelhit no mundo, contando não só os falantes de Marrocos, mas também as comunidades emigrantes ou descendentes de emigrantes, nomeadamente na França, Bélgica, Alemanha, Países Baixos e Israel. Estas estimativas levaram o estudioso belga a concluir que o tachelhit é a língua berbere mais falada do mundo.
Em Marrocos, fora do das zonas rurais, é raro que os falantes de tachelhit sejam monolingues, sendo normalmente bilingues (tachelit e árabe) ou trilingues (francófonos além das outras duas línguas).

## Escritas
Shilha foi escrito com vários alfabetos diferentes. Historicamente, a escrita árabe tem sido dominante. O uso da escrita latina surgiu no final do século XIX. Mais recentemente, houve uma iniciativa para escrever Shilha em Tifinagh.

### Tifinagh
Tifinagh (ou melhor, Neo-Tifinagh) foi introduzido no final da década de 1990 e seu uso é agora apoiado pelas autoridades marroquinas, em uma forma padronizada promulgada pelo Instituto Real da Cultura Amazigue (IRCAM, Rabat). Publicações inteiramente impressas em Tifinagh ainda permanecem raras, e apenas uma pequena proporção de falantes Shilha, se houver, são capazes de lidar com a nova escrita com confiança. Seu principal papel é emblemático, o de um ícone cultural. Como tal, Tifinagh entrou no espaço público, com os sinais da cidade mostrando agora o nome em Tifinagh, bem como em árabe e latim.

### Latina
Muitos textos shilha da tradição oral foram publicados desde o século XIX, transcritos em escrita latina. Publicações antigas exibem uma ampla variedade de sistemas de transcrição. Stumme (1899) e Destaing (1920, 1940) usam uma elaborada transcrição fonética, enquanto Justinard (1914) e Laoust (1936) empregam uma transcrição baseada em convenções ortográficas francesas. Um novo padrão foi estabelecido por Aspinion (1953), que usa uma transcrição simples, mas precisa, em grande parte fonêmica, com hifenização.
A maioria das publicações acadêmicas das últimas décadas usa um alfabeto berbere latino transcrita (como usado neste artigo)ref>In this article, the graphs š and ž are used instead of standard c and j in order to make the transcribed examples more accessible to readers with no background in berberology.</ref> The most unusual feature of this orthography is the employment of the symbol ɛ (Greek epsilon) to represent /ʢ/ (voiced epiglottal fricative), for example taɛmamt /taʢmamt/ "turban". Except with ḥ (= IPA /ʜ/), the subscript dot indicates pharyngealisation, for example aḍrḍur /adˤrdˤur/ "deaf person". Geminated and long consonants are transcribed with doubled symbols, for example tassmi "needle", aggʷrn "flour". Word divisions are generally disjunctive, with clitics written as separate words (not hyphenated).

### Árabe

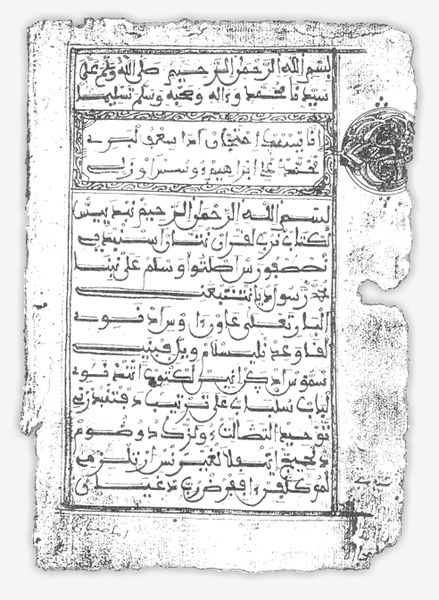
Shilha escrito em escrita árabe: um manuscrito do século XVIII de "al-Ḥawḍ" de Mḥmmd Awzal

### Tradicional
Os textos manuscritos tradicionais de Shilha são escritos em uma ortografia convencionalizada em escrita árabe magrebe. inalterado desde pelo menos o final do século 16, e ainda é usado hoje em círculos de estudiosos islâmicos tradicionais ( ṭṭlba ). As principais características da ortografia tradicional são o uso de duas letras extras ( kāf  com três pontos para  g , e  ṣād  com três pontos para  ẓ ) e vocalização completa ( vogais escritas com  fatḥah ,  kasrah  e  ḍammah ). Elementos clíticos são escritos ligados a um substantivo ou forma verbal (ortografia conjunta).

### Moderna
Desde a década de 1970, um bom número de livros em Shilha foi publicado dentro do Marrocos, escrito em um novo e prático texto de ortografia berbere árabe. As principais características dessa ortografia são a representação de vogais  a, i, u  pelas letras  alif, yāʼ, wāw , e a não utilização de sinais de vocalização diferentes de  shaddah  (para indicar geminação de consoantes) e "ḍammah" (para indicar a labialização de consoantes velares e uvulares). A consoante  g  é escrita com گ, e  ẓ  é escrita com زٜ ( zāy  com ponto abaixo) ou não é diferente de  z . Separações de palavras são na maioria disjuntivas.

## Fonologia

### Tonicidade e intonação
Tonicidade e entonação em Shilha são objeto de uma monografia de Roettger (2017), que utilizou testes instrumentais. Ele estabeleceu o fato de que a Shilha não tem tonicidade lexical (Roettger 2017: 59), como observado anteriormente por Stumme (1899: 14) e Galand (1988, 2.16)

### Vogais
Shilha tem três vogais fonêmicas, com extensão sem característica distintiva. The vowels show a fairly wide range of allophones. A vogal / a / é mais frequentemente percebida como [a] ou [æ], e / u / é pronunciada sem nenhum arredondamento perceptível, exceto quando adjacente a  w . A presença de uma consoante faringealizada convida a uma realização mais centralizada da vogal, como em "kraḍ"  [krɐdˤ] "três",  kkuẓ   [kkɤzˤ] " quatro ",  sḍis   [sdˤɪs]" seis "(compare  yan   [jæn]" um ",  sin   sin] "two",  semmus   [smmʊs] "cinco").
|         | Anterior | Central | Posterior |
| Fechada | i        |         | u         |
| Aberta  |          | a       |           |

Vogais fonêmicas adicionais ocorrem esporadicamente em palavras de empréstimo recentes, por exemplo / o / como em  rristora  "restaurant" (do francês).

#### Vogais transicionais e Schwa"
Além das três vogais fonêmicas, há vogais transicionais não-fonêmicas, muitas vezes coletivamente referidas como "xevá". Tipicamente, uma vogal transitória é audível após o início de uma sílaba vogal CC ou CCC, se qualquer uma das consoantes flanqueadoras, ou ambas, forem dubladas., por exemplo,  tigemmi   [tigĭmmi] "casa",  ameḥḍar   [amɐ̆ʜdˤɐr] "estudante". Nas transcrições fonéticas de Stumme (1899) e Destaing (1920, 1940), muitas dessas vogais transicionais são indicadas.
Autores posteriores, como Aspinion (1953), usam o símbolo ⟩e⟩ para marcar o local onde uma vogal transicional pode ser ouvida, independentemente de sua qualidade, e também escrevem ⟩e⟩ onde, na realidade, nenhuma vogal, por menor que seja, é ouvida , por exemplo ⟨akessab⟩  [akssæb] "proprietário de gado", iar išetta⟩  [ar iʃtta] "ele está comendo". O símbolo ⟨e⟩, frequentemente referido como "schwa", como usado por Aspinion e outros, torna-se assim um dispositivo puramente gráfico empregado para indicar que a consoante precedente é um início silábico: [ak⟨e⟩s.sab], [ a.ri.š⟨e⟩t.ta]. Como Galand observou, a notação de "schwa" (xevá) resulta de fato de "hábitos estranhos a Shilha".. E, como conclusivamente mostrado por Ridouane (2008), as vogais transicionais ou "intrusivas" não podem sequer receber o status de vogais epentéticas. É, portanto, preferível não escrever vogais transicionais ou "schwa", e transcrever as vogais de uma maneira estritamente fonêmica, como em Galand (1988) e em todas as edições de texto recentes..

#### Hiatos
Hiatos não ocorrem dentro de um morfema, ou seja, um morfema nunca contém uma sequência de duas vogais sem uma consoante interveniente. Se o hiato surge quando uma vogal morfema-final e uma vogal morfema inicial se juntam no contexto, existem várias estratégias para lidar com isso.. A primeira das duas vogais pode ser elidida ou, alternativamente, a semivogal 'y' 'pode ser inserida para manter as vogais separadas:
/ tumẓn ula asngar / →  tumẓin ulasngar  ou  tumẓin ula y asngar  "cevada e milho"
/ fukku anɣ / →  fukkanɣ  ou  fukku y anɣ  "liberte-nos!"
Menos comumente, vogais / i / e / u / podem mudar para  y  e  w : / ddu-at / "go ye!" (imperativo plural masculino) é realizado como  dduyat  (com inserido  y ) ou como  ddwat 

### Consoantes
Shilha tem trinta e três consoantes fonêmicas. Como outras línguas berberes e o árabe, tem tanto faringealização ("enfática") como consoantes dentais simples. Há também uma distinção entre labialização e simples consoantes dorsais obstruentes. Geminação e extensão da vogal são contrastivas.
A tabela abaixo representa as consoantes na transcrição latina padrão. Onde a transcrição difere da ortografia IPA, a transcrição latina está em negrito.
|             |                 | Bilabial | Labiodental | Dental | Dental      | Pós-alveolar | Palatal | Velar | Velar       | Uvular | Uvular | Faringeal | Glotal |
| plana       | faringealização | Bilabial | Labiodental | plana  | Labializada | Pós-alveolar | Palatal | plana | Labializada |        |        | Faringeal | Glotal |
| ----------- | --------------- | -------- | ----------- | ------ | ----------- | ------------ | ------- | ----- | ----------- | ------ | ------ | --------- | ------ |
| Nasal       | Nasal           | m        |             | n      |             |              |         |       |             |        |        |           |        |
| Oclusiva    | surda           |          |             | t      | ṭ tˤ        |              |         | k     | kʷ          | q      | qʷ     |           |        |
| Oclusiva    | Sonora          |          | d           | ḍ dˤ   |             |              | g       | gʷ    |             |        |        |           |        |
| Fricativa   | surda           |          | f           | s      | ṣ /sˤ/      | c ʃ          |         |       |             | x χ    | xʷ χʷ  | ḥ ħ       | h      |
| Fricativa   | sonora          |          |             | z      | ẓ /zˤ/      | j ʒ          |         |       |             | ɣ ʁ    | ɣʷ ʁʷ  | ɛ ʕ       |        |
| Aproximante | Aproximante     |          |             | l      | ḷ lˤ        |              | y j     |       | w           |        |        |           |        |
| Vibrante    | Vibrante        |          |             | r      | ṛ rˤ        |              |         |       |             |        |        |           |        |

Consoantes fonêmicas adicionais ocorrem esporadicamente em termos de empréstimo recentes, por exemplo / bʷ / como em  bbʷa  "(meu) pai" (do árabe marroquino), e / p / como em  laplaž  "praia" ( do francês).

## Literatura
À semelhança doutras línguas berberes, o tachelhit tem um corpus importante de literatura oral numa grande variedade de géneros. Entre estes destacam-se as fábulas e contos de animais, contados pelas mulheres, as lendas (H'mad ounamir e outras), as histórias de imãs ou de talebs (estudantes de madraças), enigmas, etc. Há também um tradição literária escrita, menos conhecida, que remonta ao século XVI.
Durante pelo menos quatro séculos, o tachelhit foi escritos com letras locais, numa variedade magrebina do alfabeto árabe. O autor mais prolífico desta tradição foi Mohamed Awzal (1680-1749). O texto mais longo existente em tachelhit é um comentário sobre o El-Hawd, a principal obra literária de Awzal, intitulado El-Mandja ("A Pastagem"), escrito por Lahsen Ou Mbark Outmouddizt Abaaqil (1844-1899).
Há duas coleções importantes de manuscritos em tachelhit em Aix-en-Provence (espólio do linguista Arsène Roux) e em Leida. Praticamente todos os escritos são de natureza religiosa e o seu principal objetivo era instruir as gentes comuns iletradas. Muitos desses textos foram escritos em verso para facilitar a memorização e a recitação.
A língua escrita difere em alguns aspetos da falada. Os textos manuscritos, por exemplo, habitualmente contêm uma mistura de variantes dialetais que não se encontram  num dialeto simples. A língua dos manuscritos comporta igualmente um número superior de termos árabes do que a forma oral, um fenómeno chamada de "arabismo poético" por Paulette Galand-Pernet. Outras carcaterísticas da língua escrita incluem a utilização duma forma plural em vez do singular.

## Vocabulário
Como todas as línguas berberes, o tachelhit absorveu um grande número de palavras  árabes, particularmente no domínio religioso. No entanto, o tachelhit é uma das línguas berberes do grupo norte menos contaminadas: a taxa de empréstimo do árabe, é da ordem dos 25%, muito inferior à das línguas mediterrânicas, como por exemplo, o cabila com 38%. O tachelhit é igualmente uma das raras línguas berberes que conservou a antiga numeração berbere, embora nas zonas de contacto mais intenso, nomeadamente urbanas, a numeração árabe tem tendência expandir-se.
Há variações de uma região para outra, as quais não poem em causa a intercompreensão. A estrutura gramatical e de vocabulário é próxima de outras línguas berberes.

## Provérbios tachelhit
- Aquele que chama o vento não chora sobre a palha (não se lamentar as consequências daquilo que desejaste).
- Aquele que quer obter farinha deve estender as pernas para fazer rodar a mó.
- Só a tua mão coçará onde tens comichão (não contes com mais ninguém senão tu próprio em caso de desgraça).
- Aquele que recorre aos Ttêlba (aos letrados) para que lhe leiam o Alcorão todo não se lastima quando eles comem a metade da tigela de manteiga (quando se quer alguma coisa não se pode olhar a despesas).
- Aquele que quer coisas agradáveis deve suportar com paciência as coisas desagradáveis (a felicidade está na resignação).
- Aquele que não tem paciência terá cólicas.
- O homem inteligente compreende, o burro come a palha.

## Amostra de texto
Lqqiṣt n yan urgaz lli yzznzan tammnt ɣ ssuqq. Yan urgaz iɛmmr mnnaw yilmawn n tammnt ɣ ssuqq. Yašk nn dars yan urgaz, ira ad dars isɣ tammnt. Inna y as: "Mnšk at tzznzt tammnt ann?" Inna y as: "Mḍi tt, iɣ ak tɛžb ar gis tsawalt." Yasy urgaz ann yan yilm, ifsi t, imḍi tammnt, ifk t i bab nns, inna as: "Amẓ, ar kiɣ gussɣ wayyaḍ." Yamẓ t s ufus nns, yasi daɣ umsaɣ lli wayyaḍ, ifsi t, imḍi tammnt, ifk t daɣ i bab nns. Yamẓ t s ufus nns yaḍnin, yasy umsaɣ yan yilm n tammnt, irur. Iggammi bu tammnt mad a yskar i yilmawn lli yumẓ. Ar yaqqra y mddn at t fukkun.